# La Cañada Flintridge
La Cañada Flintridge ist eine US-amerikanische Stadt in Kalifornien im Los Angeles County. Sie hat eine Fläche von 22,4 km² und ist im Tal des San Gabriel River zwischen den San Gabriel Mountains, Verdugo Mountains und den San Rafael Hills eingebettet. Das U.S. Census Bureau hat bei der Volkszählung 2020 eine Einwohnerzahl von 20.573 ermittelt.
Zu den wenigen prominenten Bewohnern zählen Emily Osment (Schauspielerin/Sängerin), Tiffany Alvord (Sängerin/Songwriter),  Steve Priest (Musiker) sowie Alice und Eleonore Schoenfeld (klassische Musikerinnen und Musikpädagoginnen, bis 2019 bzw. 2007).
Zu den wichtigsten Einrichtungen und Sehenswürdigkeiten zählen die Flintridge Preparatory School (Highschool mit Wissenschafts-/Kulturzentrum sowie Fakultäten für Bildende Kunst, Aluminium und Entwicklung), Emily und Haley Joel Osment waren hier Schüler, das Jet Propulsion Laboratory (JPL) ist ein vom Bund finanziertes Forschungs- und Entwicklungszentrum der NASA, Descanso Gardens ist ein 150 Hektar großer botanischer Garten.

## Söhne und Töchter der Stadt
- Phil Joanou (* 1961), Filmregisseur
- Brianne Howey (* 1989), Schauspielerin
- Tiffany Alvord (* 1992), Sängerin und Songwriterin